# Aștileu
Aștileu (Esküllő en hongrois) est une commune roumaine du județ de Bihor, en Transylvanie, dans la région historique de la Crișana et dans la région de développement du Nord-Ouest.

## Géographie
La commune d'Aștileu est située dans l'est du județ, sur la rive gauche du Crișul Repede et dans les Monts Pădurea Craiului, à 4 km au sud d'Aleșd et à 43 km à l'est d'Oradea, le chef-lieu du județ.
La municipalité est composée des quatre villages suivants (nom hongrois), (population en 2002) :
- Aștileu, (Esküllő), (1 528), siège de la commune ;
- Călățea, (Kalota), (835) ;
- Chistag, (Keszteg), (623) ;
- Peștere, (Körös-Garlang), (805).

## Histoire
La commune, qui appartenait au royaume de Hongrie, en a donc suivi l'histoire.
Après le compromis de 1867 entre Autrichiens et Hongrois de l'empire d'Autriche, la principauté de Transylvanie disparaît et, en 1876, le royaume de Hongrie est partagé en comitats. Aștileu intègre le comitat de Bihar (Bihar vármegye) et le district d'Aleșd.
À la fin de la Première Guerre mondiale, l'Empire austro-hongrois disparaît et la commune rejoint la Grande Roumanie au traité de Trianon.
En 1940, à la suite du deuxième arbitrage de Vienne, elle est annexée par la Hongrie jusqu'en 1944, période durant laquelle sa communauté juive est exterminée par les nazis. Elle réintègre la Roumanie après la Seconde Guerre mondiale au traité de Paris en 1947.

## Politique
| Période                                  | Période  | Identité             | Étiquette | Qualité |
| ---------------------------------------- | -------- | -------------------- | --------- | ------- |
| Les données manquantes sont à compléter. |          |                      |           |         |
|                                          | 2012     | Dorel Florian Mnerea | PSD       |         |
| 2012                                     | En cours | Ionuţ Lazăr          | PNL       |         |

| Parti | Parti                                            | Sièges |
| ----- | ------------------------------------------------ | ------ |
|       | Parti national libéral (PNL)                     | 7      |
|       | Parti social-démocrate (PSD)                     | 3      |
|       | Alliance des libéraux et démocrates (ALDE)       | 1      |
|       | Parti national paysan chrétien-démocrate (PNȚCD) | 1      |

## Religions
En 2002, la composition religieuse de la commune était la suivante :
- Chrétiens orthodoxes, 79,05 % ;
- Pentecôtistes, 10,84 % ;
- Catholiques romains, 5,32 % ;
- Baptistes, 3,32 % ;
- Réformés, 1,16 %.

## Démographie
En 1910, à l'époque austro-hongroise, la commune comptait 2 689 Roumains (82,26 %), 541 Hongrois (16,55 %), 13 Slovaques (0,40 %) et 8 Allemands (0,24 %),.
En 1930, on dénombrait 3 085 Roumains (90,79 %), 201 Hongrois (5,92 %), 48 Roms (1,41 %), 45 Juifs (1,32 %), 10 Slovaques (0,29 %) et 9 Allemands (0,26 %).
En 1956, après la Seconde Guerre mondiale, 3 729 Roumains (91,62 %) côtoyaient 267 Hongrois (6,56 %), 36 Roms (0,88 %) et 11 Allemands (0,27 %).
En 2002, la commune comptait 3 492 Roumains (92,11 %), 173 Slovaques (4,56 %), 82 Hongrois (2,16 %), 34 Roms (0,89 %) et 5 Allemands (0,13 %) . On comptait à cette date 1 450 ménages et 1 390 logements.
| 1880  | 1890  | 1900  | 1910  | 1920  | 1930  | 1941  | 1956  | 1966  |
| ----- | ----- | ----- | ----- | ----- | ----- | ----- | ----- | ----- |
| 1 933 | 2 357 | 2 682 | 3 269 | 3 243 | 3 398 | 3 421 | 4 070 | 4 344 |

| 1977  | 1992  | 2002  | 2007  | - | - | - | - | - |
| ----- | ----- | ----- | ----- | - | - | - | - | - |
| 4 144 | 4 003 | 3 791 | 3 814 | - | - | - | - | - |

## Économie
L'économie de la commune repose sur l'agriculture et l'élevage. Une importante cimenterie est installée dans le village de Chistag, de même que quelques entreprises de matériaux de construction et de transformation du bois.

## Communications

### Routes
Aștileu est située à quelques kilomètres au sud de la route nationale DN1 Oradea-Aleșd-Cluj-Napoca. La route régionale DJ108I mène vers Măgești et Vadu Crișului à l'est et Chistag et Tileagd à l'ouest.

### Voies ferrées
Le village de Chistag possède une gare sur la ligne Oradea-Cluj-Napoca-Bucarest des Chemins de fer roumains.

## Lieux et monuments
- Aștileu, manoir du XVIIIe siècle ;

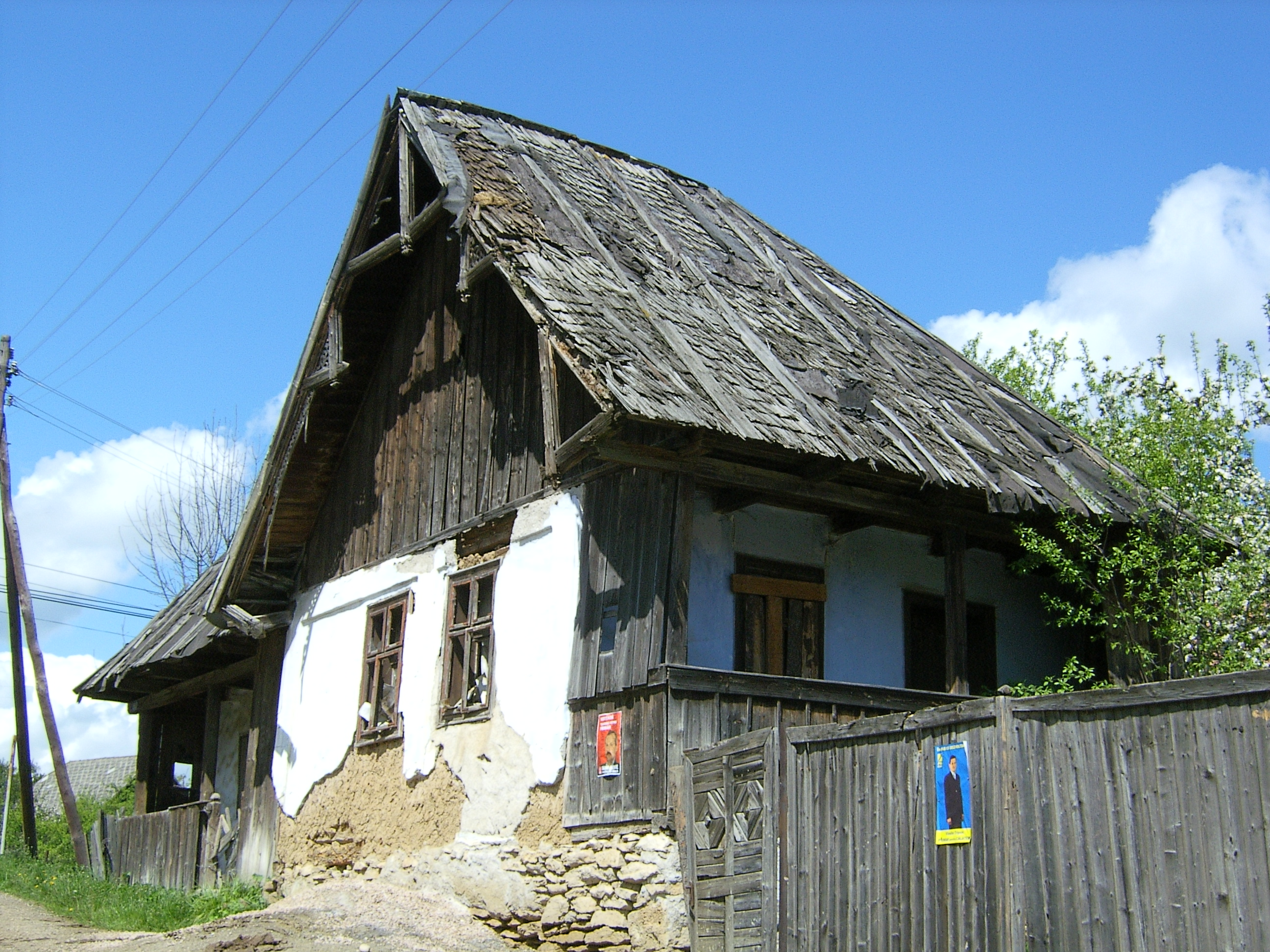
Maison paysanne de Călățea

- Réserve naturelle Lentila 204 Brusturi-Cornet ;
- Grotte Igrița ;
- Călățea, église en bois